# فینیکس (۱۹۷۳)
فینیکس (۱۹۷۳) (به انگلیسی: Phoenix (1973)) یک کشتی است که طول آن ۳۹٫۹ متر (۱۳۱ فوت) می‌باشد. این کشتی در سال ۱۹۷۳ ساخته شد.